# Чемпіонат Туру WTA 2012, парний розряд
Лізель Губер і Ліза Реймонд були чинними чемпіонками, але не змогли захистити свій титул, поступившись у півфіналі парі Андреа Главачкова і Луціє Градецька. Марія Кириленко і Надія Петрова здобули титул, у фіналі перемігши пару Главачкова і Градецька з рахунком 6-1, 6-4.

## Учасниці
| 1. Сара Еррані / Роберта Вінчі (півфінал) 2. Андреа Главачкова / Луціє Градецька (фінал) | 1. Лізель Губер / Ліза Реймонд (півфінал) 2. Марія Кириленко / Надія Петрова (чемпіонки) |

## Основна сітка

### Легенда
| - Q = Кваліфаєр - WC = Вайлд-кард - LL = Щасливий лузер | - Alt = Заміна - SE = Виняток - PR = Захищений рейтинг | - w/o = Без гри - r = Зняття - d = Присуджено перемогу |

### Фінальна частина
|  | Півфінали | Півфінали                         | Півфінали                         | Півфінали | Півфінали |                           |   | Фінал                         | Фінал | Фінал | Фінал | Фінал |
|  |           |                                   |                                   |           |           |                           |   |                               |       |       |       |       |
|  | 1         | Сара Еррані Роберта Вінчі         | 6                                 | 3         | [4]       |                           |   |                               |       |       |       |       |
|  | 4         | Марія Кириленко Надія Петрова     | 1                                 | 6         | [10]      |                           |   |                               |       |       |       |       |
|  | 4         | Марія Кириленко Надія Петрова     | 1                                 | 6         | [10]      |                           | 4 | Марія Кириленко Надія Петрова | 6     | 6     |       |       |
|  |           |                                   |                                   |           |           |                           | 4 | Марія Кириленко Надія Петрова | 6     | 6     |       |       |
|  |           | 2                                 | Андреа Главачкова Луціє Градецька | 1         | 4         |                           |   |                               |       |       |       |       |
|  | 3         | 2                                 | Андреа Главачкова Луціє Градецька | 1         | 4         | Лізель Губер Ліза Реймонд | 6 | 1                             |       |       |       |       |
|  | 3         |                                   |                                   |           |           | Лізель Губер Ліза Реймонд | 6 | 1                             |       |       |       |       |
|  | 2         | Андреа Главачкова Луціє Градецька | 7                                 | 6         |           |                           |   |                               |       |       |       |       |